# Wspólnota administracyjna Bad Liebenzell
Wspólnota administracyjna Bad Liebenzell – wspólnota administracyjna (niem. Vereinbarte Verwaltungsgemeinschaft) w Niemczech, w kraju związkowym Badenia-Wirtembergia, w rejencji Karlsruhe, w regionie Nordschwarzwald, w powiecie Calw. Siedziba wspólnoty znajduje się w mieście Bad Liebenzell, przewodniczącym jej jest Volker Bäuerle.
Wspólnota administracyjna zrzesza jedno miasto i jedną gminę wiejską:
- Bad Liebenzell, miasto, 9 313 mieszkańców, 33,80 km²
- Unterreichenbach, 2 247 mieszkańców, 6,30 km²